# کمیسیون ارز ایرلند
کمیسیون ارز (Coimisiún Airgid Reatha)، توسط قانون ارز، ۱۹۲۷ (بخش ۱۴) به عنوان بخشی از سیاست دولت آزاد ایرلند برای ایجاد " پوند ایرلند " ایجاد شد. با تصویب قانون اساسی ایرلند در سال ۱۹۳۷ ، کمیسیون ارز ایالت آزاد ایرلند به کمیسیون ارز ایرلند تبدیل شد. در سال ۱۹۴۲ کمیسیون ارز توسط بانک مرکزی ایرلند جایگزین شد.